# Helymaeus argyrothorax
Helymaeus argyrothorax là một loài bọ cánh cứng trong họ Cerambycidae.